# 中华人民共和国性玩具业

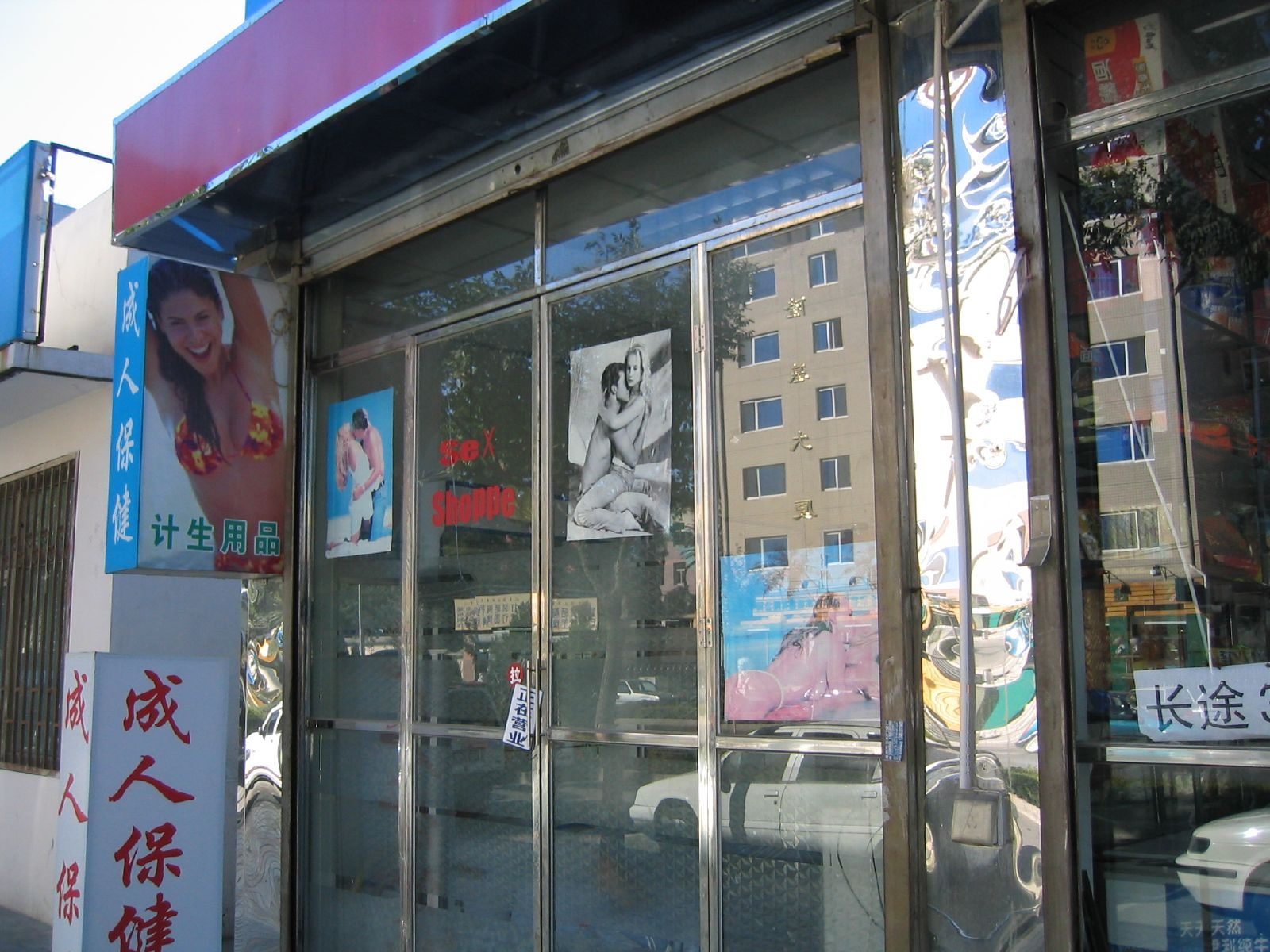
中國的一家性用品店

中華人民共和國的性玩具業的產量为全世界最高，約佔70%。估值有大約20億美元，有大約1000多個製造商。根據中國市場調查研究中心的数据，2010年1月到5月估計有大約9億美元利潤。該報告指出，銷量最高的類別是提高性慾的產品，如刺激型避孕套，約佔21.5％的市場份額。
據中國性學會副主任所言，自第一所性用品店於1993年在北京開業起，中國在性文化方面仍然還有很長的路要走。 那時候，成人用品，包括保險套，不允許進口到中國。而現在中國在性玩具業上已經迅速發展成為世界上最大的製造商。中國在勞動密集型的一般製造業上世界領先。

## 展覽會
廣州、武漢、福建、北京、西安和上海都有成人用品展。